# Oregoniinae
Oregoniinae is een onderfamilie van kreeftachtigen uit de klasse van de Malacostraca (hogere kreeftachtigen).

## Geslachten
- Chionoecetes Krøyer, 1838
- Hyas Leach, 1814
- Oregonia Dana, 1851